# Ray Baartz
Raymond Henry Baartz, detto Ray (Newcastle, 6 marzo 1947), è un allenatore di calcio ed ex calciatore australiano, di ruolo attaccante.

## Carriera
A 17 viene inserito nella primavera del Manchester United e dopo sei mesi firma un biennale. Nel 1966 si trasferisce alla società australiana del Sydney Hakoah, che lo acquista in cambio di £ 5.600. Esordisce in Nazionale il 28 maggio 1967. Inizialmente selezionato per giocare con la Nazionale nella fase finale del mondiale 1974, termina prematuramente la carriera a soli 27 anni a causa di un centrocampista uruguaiano che lo abbatte in una partita amichevole pre-mondiale colpendolo alla gola e provocandogli il danneggiamento dell'arteria carotide. Baartz prosegue l'incontro, segnando una rete e venendo nuovamente attaccato da un altro giocatore, Luis Garisto, che gli tira un pugno. L'incontro si conclude per 2-0 e il giorno dopo Baartz si sveglia in parte paralizzato e viene portato in ospedale: ci mette due anni per riprendersi completamente. In seguito occupa diverse posizioni nelle società calcistiche di Newcastle, in Australia.
Vanta 284 incontri e 229 tra club e Nazionale, ad una media reti/partita di 0,81.  È ottavo tra i marcatori dell'Australia con 18 reti.
Nel 1985 è inserito nella "Sport Australia Hall of Fame".
Il 12 luglio 2012 è inserito nella migliore squadra di sempre dell'Australia.
La "Baartz Terrace" situata nel sobborgo di Glenwood a Sydney è nominata così in suo onore.